# Heike Bungert
Heike Bungert (* 1967 in Freiburg im Breisgau) ist eine deutsche Historikerin.

## Leben
Bungert studierte Geschichte, Anglistik/Amerikanistik und Romanistik an den Universitäten Regensburg, Freiburg und an der University of North Carolina, Chapel Hill. 1995 erfolgte ihre Promotion an der Universität Tübingen. 2004 habilitierte sie sich an der Universität zu Köln. Seit 2010 hat sie den Lehrstuhl für Neuere und Neueste Geschichte unter besonderer Berücksichtigung der Nordamerikanischen Geschichte an der Universität Münster inne.

## Schriften
- Die Indianer. Geschichte der indigenen Nationen in den USA. München: C. H. Beck, 2020, ISBN 978-3-406-75836-2.
- Festkultur und Gedächtnis. Die Konstruktion einer deutschamerikanischen Ethnizität 1848–1914. Paderborn: Ferdinand Schöningh, 2017, ISBN 978-3-506-78185-7 (zugleich: Habilitationsschrift, Universität zu Köln, 2004).
- mit Jana Weiß (Hrsg.): „God Bless America“. Zivilreligion in den USA im 20. Jahrhundert. Frankfurt a. M.: Campus, 2017.
- mit Charlotte Lerg (Hrsg.): Jahrbuch für Universitätsgeschichte 18 (2015), Themenschwerpunkt: Transnationale Universitätsgeschichte. Stuttgart: Steiner, 2016.
- Festkultur und Gedächtnis. Die Konstruktion einer deutschamerikanischen Ethnizität, 1848–1914 (= Studien zur Historischen Migrationsforschung, Band 32). Paderborn: Schöningh, 2016.
- mit Cora Lee Kluge, Robert C. Ostergren (Hrsg.): Wisconsin German Land and Life. Madison, WI: Max Kade Institute, 2006.
- mit Jan Heitmann, Michael Wala (Hrsg.): Secret Intelligence in the Twentieth Century. London: Cass, 2003.
- mit Marc Frey, Christof Mauch (Hrsg.): Jürgen Heideking: Verfassung – Demokratie – Politische Kultur. U.S.-amerikanische Geschichte in transatlantischer Perspektive. Trier: wvt, 2002.
- Das Nationalkomitee und der Westen. Das NKFD und die Freien Deutschen Bewegungen aus der Sicht der Westalliierten, 1943–1948. Stuttgart: Steiner, 1997.

## Weblink
- Webseite an der Universität Münster